# 石嘴山市国营农林牧场
石嘴山市国营农林牧场，是中华人民共和国宁夏回族自治区石嘴山市惠农区下辖的一个乡镇级行政单位。

## 行政区划
石嘴山市国营农林牧场下辖以下地区：
虚拟村。